# 莱娜·迪尔
莱娜·迪尔（德語：Lena Dürr，1991年8月4日—），德国女子高山滑雪运动员。她曾代表德国参加2018年和2022年冬季奥林匹克运动会高山滑雪比赛，其中2022年冬季奥运会获得一枚银牌。